# Defraggler
Defragglerは、Piriformが開発したフリードネーションウェアのデフラグメンテーションユーティリティで、ユーザーが自身のコンピュータシステムにある個別のファイルをデフラグメントすることができる。Microsoft Windows XP以降に対応していて、IA-32とx64の両バージョンで動作する。

## 概要
Defragglerは個別のファイル、フォルダ内の集団のファイル、ディスクパーティション全体をデフラグメントすることができ、ユーザーは手動かスケジュールで決めた自動実行で行う。FAT32、NTFS、exFATでのデフラグメンテーションが可能であり、USBメモリのポータブルアプリケーションとして使用することもできる。詳細は明らかにされていないがRAIDディスクのデフラグメンテーションにも対応している。
Softpediaで5/5のスターレイティングを、LifehackerによるHive Five for Best Disk Defragmenterでも首位を獲得している。